# Zeratul
Zeratul este un personaj din jocurile RTS Starcraft și StarCraft II. Apare și în jocul MOBA Heroes of the Storm. Zeratul face parte din rasa protoss și apare atât în Starcraft, jocul original, cât și în StarCraft: Brood War.
Are mai mult de șase sute treizeci de ani (născut în 1865) și deține rangul de prelat. Zeratul este conducător al Nerazim, o grupare de templieri întunecați (engleză dark templar). Membrii Nerazim au fost exilați de pe planeta mamă protoss Aiur cu o mie de ani în urmă, pentru refuzul de a îmbrățișa Khala, noua religie a poporului protoss. Membrii Nerazim au întemeiat o nouă societate separată.
Un războinic psionic renumit și asasin, el este descris de către GameSpot ca fiind un salvator și țap ispășitor pentru poporul său și clasat în lista celor mai buni zece eroi din joc. 
În timpul Marelui Război din 2499–2500 între protoss și zerg, Zeratul s-a aliat cu Khalai Tassadar, în ciuda urii sale pentru Conclav, consiliul protoss care l-a alungat anterior.  Templarul Negru l-a omorât personal pe Cerebrate zerg Zasz, dar fără să vrea a oferit Overmindului locul unde se află Aiur, lumea mamă protoss aflată în sectorul Koprulu.
Zeratul a fost manipulat de către Sarah Kerrigan în timpul Războiului Civil al Zergilor din  2500 pentru a ucide cel de-al Doilea Overmind zerg dar și a lui Raszagal, Matriarhul Templierilor Întunecați. 
Aceste evenimente, precum și descoperirea hibrizilor protoss/zerg, l-au făcut pe Zeratul să se izoleze pentru a-și contempla acțiunile și a investiga. Odată cu apropierea celui de-al doilea mare război din 2504 el a început să joace un rol mai activ. 